# Alexeï Leonov
Pour les articles homonymes, voir Leonov.
Alexeï Arkhipovitch Leonov (en russe : Алексе́й Архи́пович Лео́нов), né le 30 mai 1934 à Listvianka (oblast de Kemerovo) et mort le 11 octobre 2019 à Moscou, est un cosmonaute soviétique. 
Pilote de chasse de formation, il est sélectionné en 1961, au tout début de l'ère spatiale, pour faire partie du premier groupe de cosmonautes. Il est le premier homme à avoir réalisé une sortie extravéhiculaire dans l'espace dans le cadre de la mission Voskhod 2, le 18 mars 1965. Leonov est un des cosmonautes entraînés pour participer aux premières missions vers la Lune mais le programme lunaire habité soviétique est arrêté en 1974 à la suite des échecs répétés du lanceur géant N1.  Pour son deuxième séjour dans l'espace qui a lieu en 1975, il est commandant du Soyouz 19 et participe à la mission Apollo-Soyouz qui constitue le premier vol spatial conjoint entre les États-Unis et l'Union soviétique. Cet événement symbolique marque un réchauffement des relations entre les deux pays qui s'affrontaient jusque-là durant la guerre froide. De 1976 jusqu'à sa retraite en 1991, il est responsable de l'entraînement des cosmonautes soviétiques.

## Biographie

### Enfance et formation
Alexeï Leonov naît le 30 mai 1934 dans le village de Listvianka situé dans le district de Tisoulski (oblast de Kemerovo) en région économique de Sibérie occidentale. Il est un des neuf enfants survivants du mineur et électricien Arkhip et de sa femme Ievdokia. Avant même de savoir lire et écrire, il se prend de passion pour le dessin. En 1937, en pleine purges staliniennes, son père est emprisonné pour activités anticommunistes, de fausses accusations selon Alexeï. Sa famille doit quitter le village après avoir été dépouillé de tous ses biens par les autres villageois y compris les vêtements qu'ils portent. Les années de guerre sont comme dans toute l'Union soviétique marquées par les privations. C'est un enfant espiègle. Il continue de dessiner et ses œuvres sont considérées comme suffisamment bonnes pour décorer l'hôpital local. Les autorités soviétiques ayant décidé de repeupler de Russes les anciens territoires allemands du bord de la mer Baltique qui ont été annexés à la fin de la Seconde Guerre mondiale, la famille de Leonov doit déménager à Kaliningrad en 1948. Leonov découvre la mer qui devient un des sujets favoris de ses peintures par la suite. La région, bien qu'abandonnée par ses anciens occupants allemands, est imprégnée de leur culture. Ce contexte jouera peut-être un rôle dans la formation de la personnalité de Leonov qui deviendra un des cosmonautes les plus diplomates capable de charmer aussi bien les dirigeants du monde capitaliste que les responsables soviétiques. Leonov, devenu adulte, envisage de suivre une carrière artistique. Mais son frère ayant choisi de devenir mécanicien sur avion, il décide de suivre une formation de pilote dans l'armée de l'air. Entre également en ligne de compte, le fait que, contrairement à l'école des Beaux Arts, l'école militaire lui fournit le logement. Il commence à suivre des cours théoriques de pilotage en juillet 1953, réalise son premier vol en janvier 1955 et effectue son premier vol en solo quatre mois plus tard. Il n'a pas renoncé à sa passion pour la peinture et suit en parallèle des cours de dessin le soir. Il rencontre à cette époque Svletana Pavlova, une future enseignante, avec laquelle il se mariera en 1959. Il décroche en 1957 un diplôme de pilote à l'académie militaire de Tchouhouïv (Ukraine).

### Sélection comme cosmonaute
À sa sortie de l'école, Leonov reçoit une affectation prestigieuse de pilote de chasse en Allemagne de l'Est. Il y effectue des patrouilles aériennes aux frontières de l'empire soviétique. Mais avant même de recevoir cette affectation il a postulé pour devenir cosmonaute.
Le lancement du premier satellite artificiel Spoutnik 1 en 1957 par l'Union soviétique marque le début de l'ère spatiale. Durant cette période de Guerre froide chacune des deux superpuissances, les États-Unis et l'Union Soviétique, tentent de prouver la supériorité de son système politique par le biais de ses succès dans le domaine spatial. Le lancement du premier homme dans l'espace devient rapidement le nouvel enjeu de cette course à l'espace. En juin 1959, les responsables soviétiques décident de recruter leurs futurs cosmonautes parmi les pilotes de l'armée de l'air car ceux-ci sont déjà, par leur métier, accoutumés à subir des accélérations importantes, sauter en parachute, etc. Contrairement aux Américains, qui ont sélectionné des pilotes seniors, les responsables soviétiques ont décidé de choisir des pilotes relativement novices, ayant entre 25 et 30 ans, en grande partie parce que les vaisseaux spatiaux doivent être entièrement automatisés et que les cosmonautes doivent essentiellement avoir un rôle d'observateur. Leonov est un des 20 pilotes de l'armée de l'Union soviétique sélectionné en 1960 pour faire partie du premier groupe de cosmonautes.

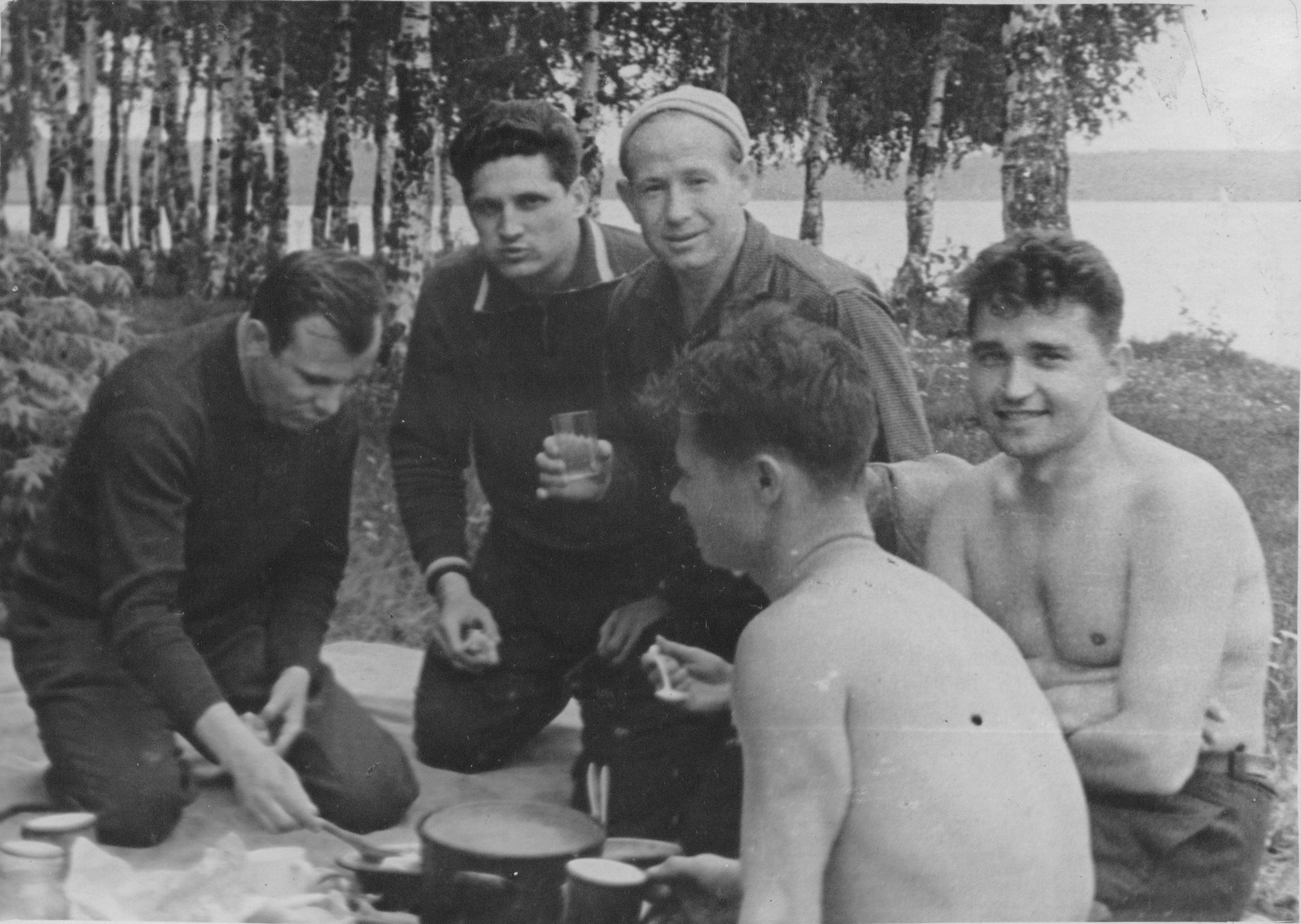
Les cosmonautes Gagarine, Leonov et Volynov durant un pique-nique à Dolgoprudn en août 1963.

Leonov entame son entraînement de cosmonaute mais les premiers mois sont difficiles. Il échoue aux tests en centrifugeuse et manque pour cette raison de se faire expulser du corps des cosmonautes. Ses performances en chambre d'altitude sont médiocres et on découvre que les battements de son cœur sont irréguliers. Néanmoins il se distingue au saut en parachute. Pour les entraîneurs, il sort du lot par sa force de volonté, la rapidité avec laquelle il acquiert de nouvelles compétences et sa capacité à faire face à des situations imprévues. Peu après son admission, il est victime d'un grave accident de circulation sur la route allant de Moscou à la cité des étoiles. La voiture dans laquelle il se trouve avec sa femme, conduite par une troisième personne, dérape sur une route verglacée et finit sa course dans un étang dont la surface gelée se brise. La voiture s'enfonce dans les eaux, mais Leonov parvient à s'en extraire puis à sortir de l'habitacle sa femme et le conducteur. Sur le plan du caractère Youri Gagarine le compare à Titov : comme celui-ci il travaille rapidement et fait preuve d'initiative. Il est impétueux. Il se détache du groupe des cosmonautes par sa forte personnalité et un certain raffinement. Il devient un des cosmonautes préférés de Sergueï Korolev, le responsable du programme spatial soviétique. À cette époque il publie au sein du groupe une lettre d'informations satirique baptisée Neptun. Durant le vol de Gagarine, il assure la liaison radio avec celui-ci.

### La première sortie dans l'espace: la mission Voskhod 2 (1965)

#### Contexte

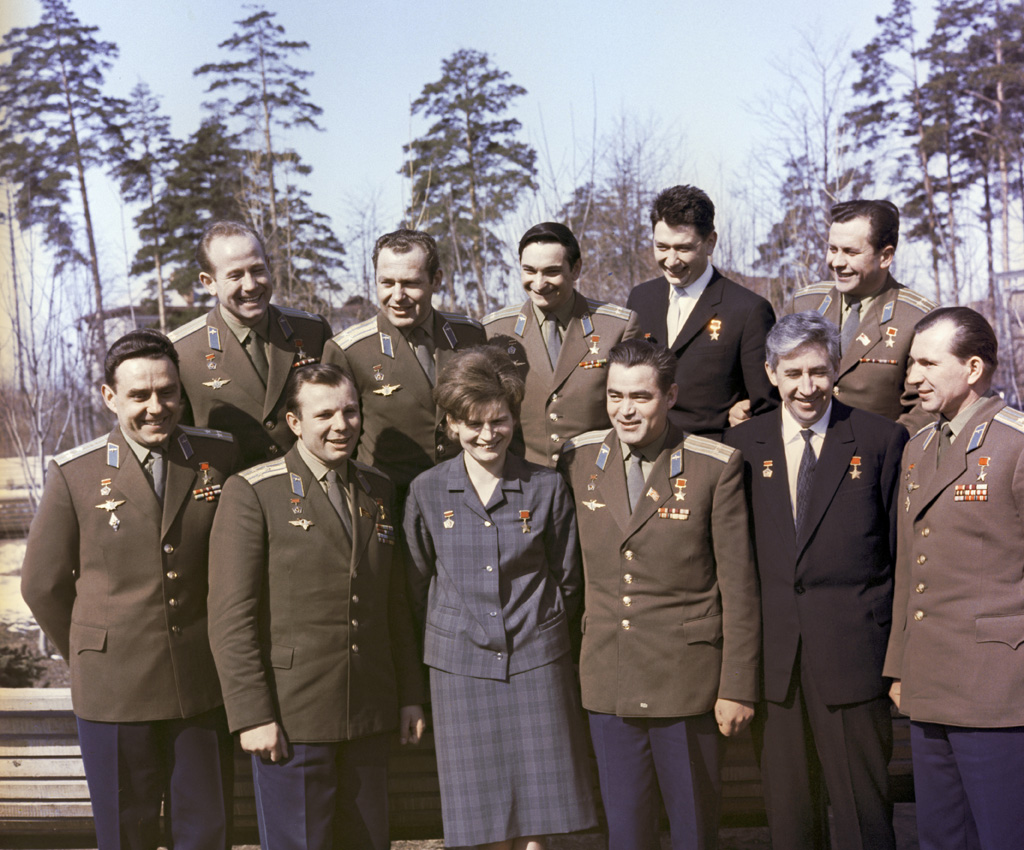
Alexeï Leonov (sur la gauche, second rang) avec Valentina Terechkova (au centre, premier rang) et d'autres cosmonautes en 1965.

Leonov n'est pas retenu pour les premières missions du programme Vostok qui emportent ses collègues dans l'espace car il est trop grand pour les aménagements des premiers exemplaires de la capsule Vostok. Initialement l'astronautique soviétique démontre qu'elle possède une large avance sur son homologue américaine : Youri Gagarine (Vostok 1) effectue le premier vol dans l'espace le 12 avril 1961, Andrian Nikolaïev (Vostok 3) et Pavel Popovitch (Vostok 4) réalisent un quasi rendez-vous spatial en août 1962 tandis que Valentina Terechkova (Vostok 6) est la première femme à voler dans l'espace en juin 1963. Le programme Mercury, homologue américain du programme Vostok, parvient à faire jeu égal mais avec un temps de retard. Nikita Khrouchtchev, qui dirige l'Union Soviétique jusqu'au 15 octobre 1964, a assigné une place centrale au programme spatial dans la propagande du régime et veut maintenir cette avance. Cet objectif se traduit notamment par la recherche systématique de premières, des prises de risque importantes et la dissimulation des échecs et des défaillances. Mais avec le programme Gemini qui fait ses débuts en 1963 en inaugurant un nouveau vaisseau doté de capacités nettement améliorées, la NASA est sur le point de dépasser son homologue soviétique. Pour maintenir, sinon l'avance, du moins une parité apparente du programme spatial soviétique avec celui de la NASA, le responsable soviétique, l'ingénieur Sergueï Korolev, propose d'adapter le vaisseau Vostok pour lui permettre d'emporter 3 cosmonautes. Cette modification peut être réalisée rapidement et doit permettre plusieurs premières – équipage de 2 à 3 personnes, sortie dans l'espace – qui donneront l'impression que l'astronautique soviétique domine toujours sa rivale. La version modifiée du vaisseau Vostok est baptisée Voskhod. Pour pouvoir emporter trois passagers dans l'espace limité du vaisseau qui a été conçu pour une seule personne des impasses importantes sont faites sur la sécurité : il n'y a plus de tour de sauvetage et les cosmonautes ne portent pas de scaphandres. La mission Voskhod 1 est lancée le 12 octobre 1964 avec à son bord un équipage de trois cosmonautes établissant une nouvelle première par rapport aux vols américains et soviétiques précédents qui n'emportaient qu'un seul occupant. En mars 1964 Korolev décide que la prochaine mission comprendra une sortie dans l'espace d'un des membres de l'équipage. Ce choix est sans doute principalement motivé par l'annonce de la NASA qui a également inscrit cet objectif dans son programme Gemini. 
La mission soviétique est baptisée initialement Vykhod (sortie en russe). Contrairement au vaisseau américain Gemini, le vaisseau Voskhod n'est pas conçu pour permettre une sortie extravéhiculaire : la cabine ne peut pas être dépressurisée du fait des limitations du système de support de vie et d'une instrumentation qui ne supporterait pas une exposition au vide. Les ingénieurs soviétiques décident de contourner ces contraintes en ajoutant un sas externe réalisé dans une matière caoutchoutée qui sera déployé dans l'espace et largué une fois la sortie achevée. Pour effectuer la sortie, le sas est déployé et pressurisé, le cosmonaute y pénètre et referme l'écoutille du vaisseau derrière lui, puis il ouvre l'écoutille du sas donnant dans le vide pour sortir. Il effectue les manœuvres inverses pour réintégrer le vaisseau. Début 1965, les Américains annoncent leur intention de réaliser sous trois mois une mission avec une sortie extravéhiculaire.

#### Entraînement
Leonov est sélectionné pour devenir le premier homme à effectuer une sortie extravéhiculaire dans l'espace. L'équipage de la future mission, baptisée Voskhod 2, comprend également Pavel Beliaïev qui en est le commandant. Pour se préparer à cette première spatiale, Leonov suit un entraînement particulièrement intensif destiné à l'habituer à l'impesanteur. Il parcourt un millier de kilomètres à vélo, effectue 150 répétitions de la sortie extravéhiculaires et réalise 117 sauts en parachute. Les simulations de vol en apesanteur sont effectuées à bord d'un avion Tupolev Tu-104 spécialement équipé qui effectue des vols paraboliques pour reproduire des situations d'apesanteur qui durent une trentaine de secondes. Une réplique complète du vaisseau spatial est installée dans la carlingue de l'avion pour permettre de simuler le déroulement de sa sortie extravéhiculaire y compris le déploiement du sas. Au sol, Leonov équipé de sa combinaison spatiale est placé dans une chambre barométrique qui reproduit les conditions de pression rencontrées à très haute altitude. Pour préparer psychologiquement Leonov à sa sortie dans l'espace, le cosmonaute est placé durant un mois dans une chambre coupée de toute communication avec le monde extérieur. À sa sortie de celle-ci, il est immédiatement placé aux commandes d'un chasseur MiG-15 et on lui demande d'effectuer une série de manœuvres compliquées avant de s'éjecter et d'atterrir en parachute. Le but de l'exercice est de tester ses réflexes après une période d'isolement.

#### Déroulement de la mission
Le matin du 18 mars 1965, les deux cosmonautes arrivent sur le pas de tir par un temps neigeux et froid. Beliaïev est comme à son habitude très calme tandis que Leonov est visiblement excité. Le responsable du programme spatial soviétique, Sergueï Korolev, bien qu'en mauvaise santé, est sur place et fait ses dernières recommandations. Korolev demande à Leonov « de ne pas faire le malin » et de se contenter de sortir dans l'espace puis de réintégrer le vaisseau. La fusée emportant les deux hommes décolle à 10 heures (heure de Moscou).
Environ une heure et demie après que le vaisseau s'est placé sur une orbite de 173 x 498 km, Leonov pénètre dans le sas gonflable Volga de Voskhod 2 pour commencer sa sortie dans l'espace. L'écoutille interne est refermée par Beliaïev. Celui-ci déclenche la dépressurisation du sas puis l'ouverture de l'écoutille externe. Leonov émerge prudemment du sas relié à la capsule spatiale par un filin de 4,5 mètres. Après s'être complètement extrait du sas, il est ébloui par le Soleil. Il signale qu'il parvient néanmoins à discerner les montagnes du Caucase que le vaisseau survole. Il enlève le capuchon de l'optique de la caméra fixée à l'extérieur sur le sas qui filme l'événement. Il tente d'effectuer des photos avec son propre appareil photo attaché à sa combinaison spatiale mais ne parvient pas à appuyer sur le déclencheur
Alexeï Leonov raconte :

« Je m'avançais vers l'inconnu et personne au monde ne pouvait me dire ce que j'allais y rencontrer. Je n'avais pas de mode d'emploi. C'était la première fois. Mais je savais que cela devait être fait [...]. Je grimpais hors de l'écoutille sans me presser et m'en extirpais délicatement. Je m'éloignais peu à peu du vaisseau [...]. C'est surtout le silence qui me frappa le plus. C'était un silence impressionnant, comme je n'en ai jamais rencontré sur Terre, si lourd et si profond que je commençais à entendre le bruit de mon propre corps [...]. Il y avait plus d'étoiles dans le ciel que je ne m'y étais attendu. Le ciel était d'un noir profond, mais en même temps, il brillait de la lueur du Soleil… La Terre paraissait petite, bleue, claire, si attendrissante, si esseulée. C'était notre demeure, et il fallait que je la défende comme une sainte relique. Elle était absolument ronde. Je crois que je n'ai jamais su ce que signifiait « rond » avant d'avoir vu la Terre depuis l'espace. »

Durant les quelques minutes passées dans l'espace, il heurte de manière involontaire à cinq reprises le vaisseau car il n'a aucun contrôle sur ses déplacements. À chaque fois il amortit l'impact avec ses mains pour empêcher son casque de heurter la paroi. Le cordon ombilical qui le relie à celui-ci ne lui est d'aucune aide. Il est le premier à découvrir combien le contrôle des mouvements et de l'orientation dans l'espace est un exercice difficile. Après une dizaine de minutes à flotter dans l'espace, Leonov s'apprête, comme prévu, à réintégrer le vaisseau spatial. Il doit rentrer dans le sas les pieds devant pour pouvoir se réinstaller dans son siège, sans avoir à effectuer une culbute car le diamètre du sas ne le permettait théoriquement pas. Mais il se rend compte que, dans le vide, sa combinaison spatiale s'est tellement dilatée que ses pieds et ses mains ne sont plus positionnés dans les gants et les bottes, comme s'il avait rétréci. Sa combinaison spatiale ayant pris du volume il ne parvient plus à pénétrer dans le sas par l'écoutille au diamètre trop réduit. Ses efforts entraînent une surchauffe de sa combinaison et il commence à suer abondamment. Il décide de pénétrer dans le sas la tête la première pour faciliter sa rentrée. Mais il n'y parvient pas et l'effort augmente fortement sa fréquence cardiaque. La sueur qui lui descend dans les yeux et la buée sur son viseur ne lui permettent plus de voir clairement. Restant lucide, il décide d'effectuer une opération dangereuse, qui n'a fait l'objet d'aucune répétition au sol. Il ouvre une valve qui lui permet de faire tomber la pression de sa combinaison spatiale dans le but de réduire son volume. Mais cette opération n'est pas suffisante pour lui permettre de pénétrer dans le sas et il la réitère faisant tomber la pression à 0,27 atmosphère, en prenant le risque d'une embolie gazeuse. Il parvient alors à se faufiler dans l'écoutille du sas puis effectue avec difficulté un retournement de manière à être positionné les pieds devant pour pouvoir fermer l'écoutille qui donne sur l'extérieur. Il déclenche alors la pressurisation du sas et, contrairement aux consignes, ouvre son casque puis reprend son souffle. Une fois reposé, il ouvre l'écoutille du vaisseau et pénètre dans celui-ci 24 minutes après l'avoir quitté. Leonov est exténué, son pouls est monté à 143 battements par minute et sa température corporelle à 38 degrés Celsius. La marche de Leonov dans l'espace a duré 12 minutes et 9 secondes,.

La mission Voskhod 2
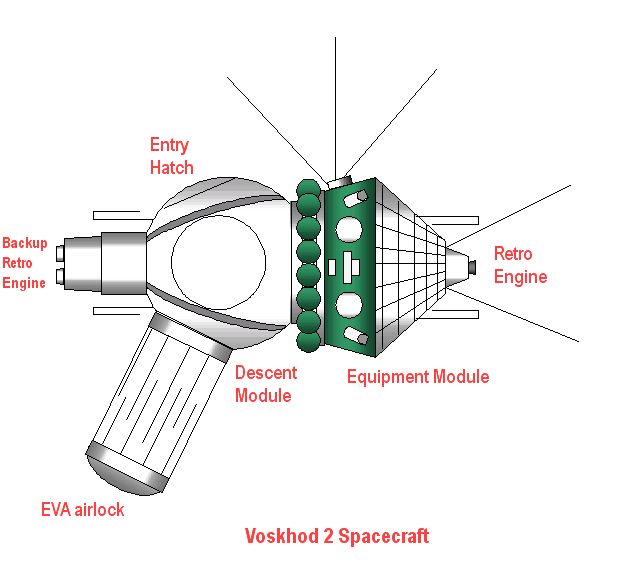
Schéma du Voskhod 2 avec le sas gonflable faisant saillie en bas à gauche.
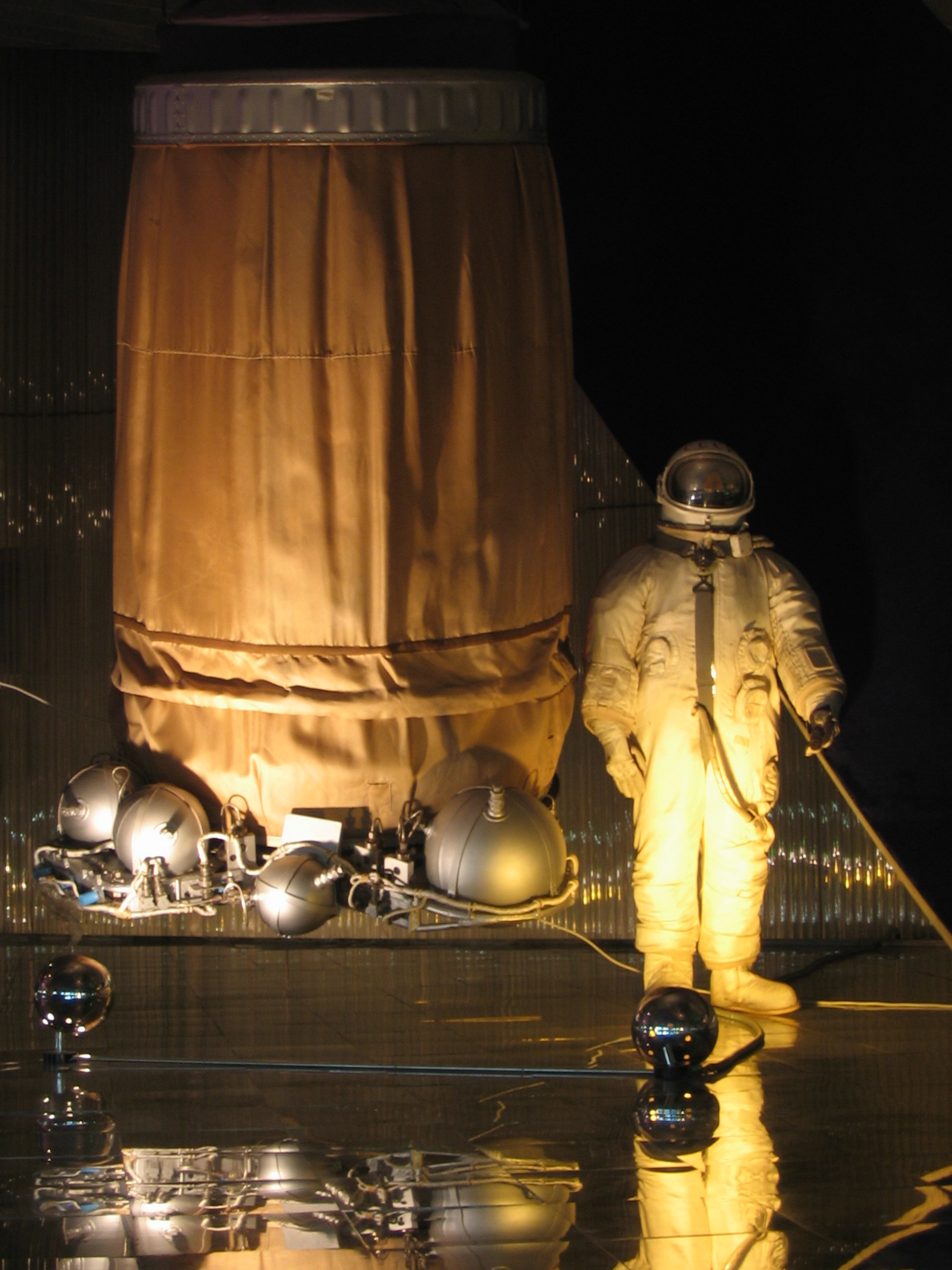
Le sas de Voskhod 2 et une combinaison Berkut.
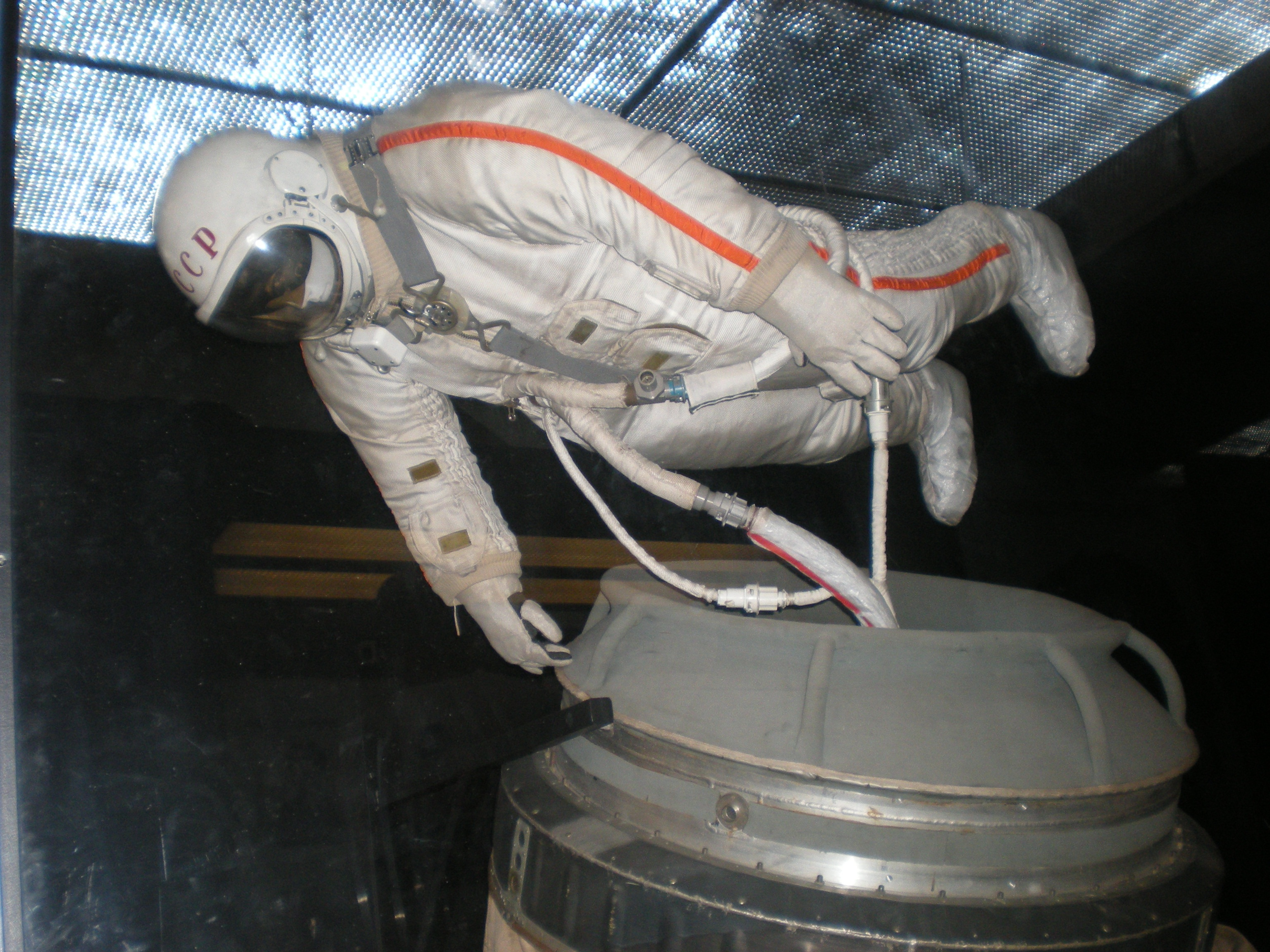
Détail de la combinaison Berkut.

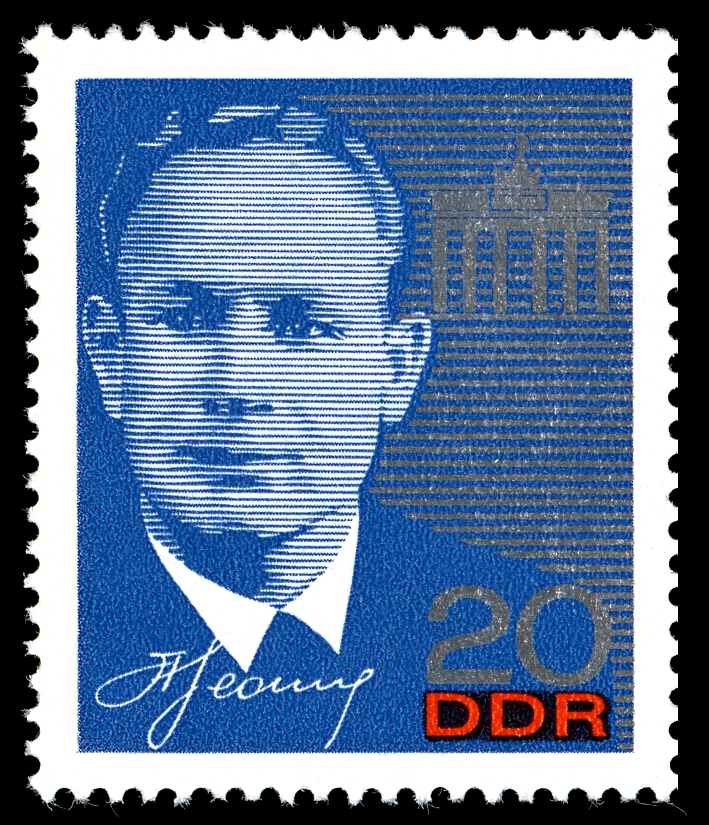
Timbre à l'effigie d'Alexeï Leonov (RDA).

#### Les péripéties du retour sur Terre
Mais l'équipage n'en a pas fini avec les problèmes. Lorsque le sas est largué, les cosmonautes découvrent que l'écoutille n'est plus complètement étanche et que l'air fuit lentement. Pour compenser ces pertes, le système de support de vie est obligé de puiser dans les réserves d'oxygène. Heureusement la mission ne doit durer qu'une journée; Leonov dispose d'un peu de temps pour dormir et l'équipage effectue quelques expériences scientifiques mineures comme un test de leur aptitude à reconnaitre les couleurs. Une nouvelle défaillance se produit lorsque le vaisseau doit entamer sa rentrée atmosphérique. Le déclenchement de la manœuvre qui est automatisé ne se produit pas. Ils doivent réaliser une rentrée manuelle, mais ils sont obligés de quitter leur siège pour effectuer les mesures nécessaires puis les réintégrer pour déclencher les rétrofusées avec un centre de masse correct. Du fait de ce déroulement, les rétrofusées sont mises à feu avec un retard de 46 secondes et la zone d'atterrissage visée sera dépassée de plusieurs centaines de kilomètres. La séparation du module de descente et du module d'équipement qui est une opération préalable à la rentrée proprement dite échoue. Les deux modules ne se séparent que lorsque les câbles qui les relient se mettent à fondre du fait de la température générée par la rentrée à grande vitesse dans les couches denses de l'atmosphère. La rentrée se fait sous une incidence plus élevée que prévu et la décélération atteint brièvement 10 g. Le vaisseau atterrit à 386 kilomètres du site prévu, dans une zone inhospitalière de Sibérie, au milieu d'une forêt dense couverte de neige. Les deux hommes doivent unir leurs efforts pour ouvrir l'écoutille qui est bloquée par un arbre. Lorsqu'ils sortent du vaisseau, la chaleur de celui-ci a fait fondre la couche de neige et repose sur le sol. La couche de neige qui les entoure leur arrive jusqu'au menton. Les astronautes sont rapidement repérés par un avion mais la forêt dense qui les entoure ne permet pas de poser un hélicoptère. Les deux hommes passent deux nuits sur place dans des conditions éprouvantes avant de pouvoir être rapatriés.
Toutes ces péripéties non prévues de la sortie extravéhiculaire et de la mission sont tues par les autorités soviétiques après l'annonce du succès de la mission. Elles ne sont dévoilées que bien plus tard lors de la libéralisation du régime. Le 3 juin 1965, l'Américain Edward White réalise la première sortie américaine dans l'espace, d'une durée de 20 minutes. Voskhod 2 sera le dernier de la série ininterrompue de succès remporté par l'astronautique soviétique depuis le lancement de Spoutnik. La capsule Voskhod a montré ses limites et les ingénieurs vont mettre plus de 2 ans et demi pour mettre au point son successeur le vaisseau Soyouz qui souffrira de graves problèmes de mise au point.

### Participation au programme lunaire soviétique
En 1961, les responsables américains, confrontés à l'avance de l'astronautique soviétique, ont relevé le défi en annonçant qu'ils feraient atterrir des hommes sur la Lune d'ici la fin de la décennie et ont lancé dans ce but le programme Apollo. De son côté, le programme spatial habité soviétique, si performant jusque-là, tourne à la confusion. Sergueï Korolev, à l'origine des succès les plus éclatants du programme spatial soviétique, commence à concevoir à cette époque une fusée géante, la N-1, l'équivalent de la fusée Saturn V qui doit emmener les cosmonautes soviétiques sur le Lune. Pour propulser cette fusée, il réclame le développement de moteurs cryogéniques performants mais se heurte au refus de Valentin Glouchko, qui possède un monopole sur la fabrication des moteurs-fusées. Aucun programme lunaire n'est lancé en 1961 car les responsables soviétiques sont persuadés que la NASA court à l'échec. Le premier secrétaire du PCUS Nikita Khrouchtchev demande en juin 1961 à son protégé Vladimir Tchelomeï, rival de Korolev, de développer un lanceur, le Proton, et un vaisseau LK-1 (LK, pour Lounnyï korabl - Лунный корабль - « vaisseau lunaire ») en vue d'un vol habité circumlunaire. Korolev riposte en proposant une mission de débarquement lunaire basée sur un vaisseau concurrent, le Soyouz (Союз), apte à des rendez-vous en orbite, et un module d'atterrissage L3. Constatant les progrès américains, Khrouchtchev décide finalement le 3 août 1964, avec trois ans de retard, de lancer les équipes soviétiques dans la course à la Lune : les programmes Proton (Прото́н) / Zond (Зонд, « sonde ») de survol de la Lune par un vaisseau avec équipage et N1-L3 de débarquement d’un cosmonaute sur la Lune de Korolev reçoivent alors le feu vert du Politburo. Toutefois, le limogeage de Khrouchtchev, remplacé par Léonid Brejnev à la tête du Parti communiste de l'URSS en octobre de la même année, se traduit par de nouveaux atermoiements et des problèmes dans la répartition des ressources budgétaires entre les deux programmes.
Après son vol sur Voskhod 2 Leonov est chargé de l'entraînement des cosmonautes qui doivent embarquer sur le futur vaisseau Soyouz. En 1966, Leonov, associé à Pavel Popovitch, est sélectionné pour faire partie des équipages qui doivent être envoyés à la surface de la Lune d'ici la fin de la décennie. Il commence à s'entraîner en 1967 dans ce but. Toutefois les responsables soviétiques ont un objectif à plus court terme : il s'agit de battre les américains en envoyant pour la première fois des hommes faire le tour de la Lune. Dans ce but Leonov s'entraîne de manière intensive à la phase de rentrée atmosphérique qui conclut une mission autour de la Lune. En parallèle il suit des cours à l'académie des ingénieurs de l'Armée de l'Air Zukhovsky qui lui apportent des connaissances techniques qui lui manquaient jusque là. Pour réaliser leur mission circumlunaire, les ingénieurs ont développé le vaisseau Soyouz 7K-L1 (une version différente du vaisseau Soyouz utilisé pour l'orbite basse) qui doit être placé en orbite par le lanceur Proton. Leonov, armé de son nouveau savoir, est très critique vis à vis de ce nouveau vaisseau. Celui-ci rencontre de nombreux problèmes de mise au point et le premier vol sans équipage est repoussé régulièrement. Il a finalement lieu en septembre 1968. Le vol se déroule de manière nominale, mais le vaisseau se dépressurise alors qu'il est dans l'espace et pour des raisons liées à cet incident, il s'écrase sur le sol à son retour sur Terre. Un deuxième vol sans équipage est programmé mais entre-temps les Américains lancent Apollo 8 dont l'équipage réalise le premier vol circumlunaire. Leonov, qui avait été retenu pour effectuer cette première côté soviétique, est particulièrement déçu.      
Le vol circumlunaire n'étant plus d'actualité, Leonov s'entraîne au pilotage du Soyouz 7K-LOK, un Soyouz modifié pour transporter le module LK, destiné à se poser sur la Lune. Le lanceur N1 (de la classe du Saturn V américain) doit propulser le train spatial vers la Lune. Leonov est pressenti pour être le premier cosmonaute à poser le pied sur le sol lunaire. Mais gravement handicapé par la mort de Korolev en 1966 et par l'insuffisance des moyens financiers, le développement de la fusée N-1 rencontre des problèmes majeurs (4 échecs en 4 vols, entre 1969 et 1971), qui conduisent à son abandon le 2 mai 1974. C'est la fin des ambitions lunaires de l'URSS.

### Soyouz 11
Leonov va frôler la mort à deux reprises au cours des années suivantes. Le 22 janvier 1969, Leonov se rend au Kremlin pour une cérémonie officielle. À l'avant d'un convoi de limousines fermées, Leonov se tient avec les cosmonautes Beregovoy, Nikolaïev et Terechkova dans une ZIL 111 décapotable et ils saluent la foule dense qui s'est rassemblée sur leur passage. Un homme, croyant avoir affaire au premier secrétaire Leonid Brejnev, ouvre le feu à huit reprises sur la décapotable lorsque celle-ci s'approche de la porte Borovitski qui marque l'entrée du Kremlin. Le chauffeur est tué mais Leonov comme ses collègues ne sont pas touchés. Cet attentat contre Brejnev avait été perpétré par un lieutenant qui par la suite fut déclaré fou et placé en hôpital psychiatrique. D'après Leonov, Brejnev lui aurait déclaré après l'incident : « "Ces balles ne vous étaient pas destinées, Alexeï. Elles m'étaient destinées, et pour cela je m'en excuse." ». L'évènement fut pratiquement complètement étouffé par les responsables soviétiques,. 
Après l'arrêt du programme lunaire, auquel il a consacré quatre années en pure perte, Leonov doit se former pour les futures missions axées sur des séjours de longue durée dans l'espace à bord de la station spatiale Saliout. C'est la nouvelle orientation du programme spatial habité soviétique dont l'un des objectifs est de reprendre l'initiative dans la course à l'espace après le succès du programme Apollo. Leonov n'a plus volé depuis 5 ans lorsqu'il est désigné pour commander la deuxième mission (Soyouz 11) qui doit occuper la station spatiale Saliout 1. Celle-ci a été placée en orbite le 19 avril 1971 par une fusée Proton-K. Le premier équipage à bord de Soyouz 10 est lancé quatre jours plus tard mais il ne parvient pas à s'amarrer à la station spatiale. Quatre jours avant le lancement de Soyouz 11 qui doit avoir lieu le 6 juin, des tests médicaux laissent supposer qu'un membre de l'équipage, Valeri Koubassov, pourrait présenter des symptômes de tuberculose, ce qui entraîne le remplacement de tout l'équipage (Leonov, Koubassov et Piotr Kolodine (en)) malgré les protestations énergiques de Leonov, par l'équipage de réserve, composé de Gueorgui Dobrovolski, Vladislav Volkov et Viktor Patsaïev). Le vol est un succès mais se termine tragiquement le 29 juin 1971 par la mort des cosmonautes. Ceux-ci périssent asphyxiés par l'ouverture de valves communiquant avec l'extérieur déclenchée de manière inopinée par l'explosion des dispositifs pyrotechniques séparant le module de descente et le module orbital immédiatement avant le retour sur Terre. Leonov s'est par la suite reproché cette tragédie car il connaissait le problème des valves et en avait averti l'équipage.

### Mission Apollo-Soyouz (ASTP)

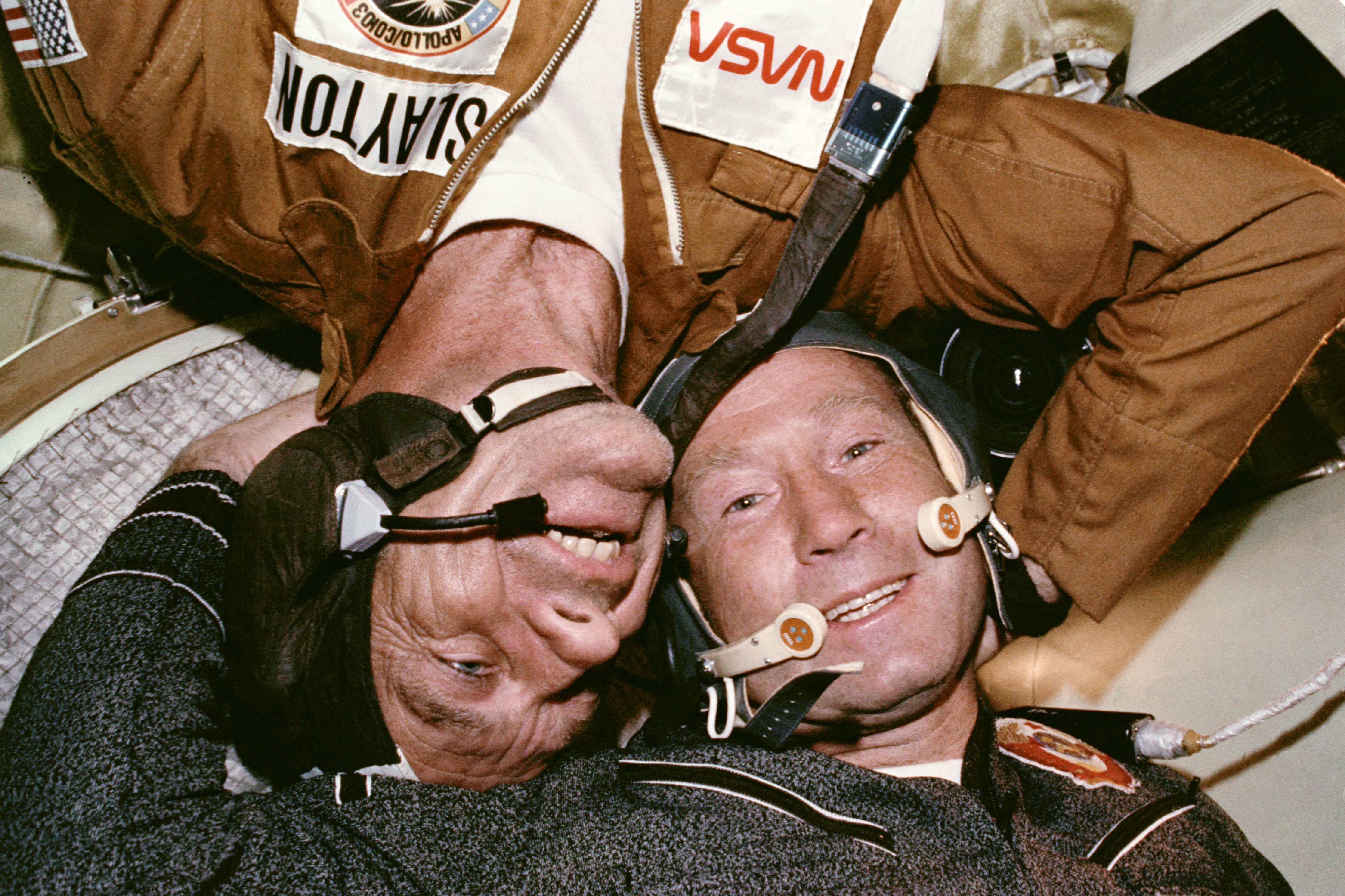
Accolade entre l'Américain Deke Slayton et Alexeï Leonov lors de la mission Soyouz 19.

En 1975, Leonov va jouer à nouveau un rôle important dans l'histoire du vol spatial. Il est nommé commandant de la mission Soyouz 19 qui est la première manifestation de la détente entre les soviétiques et les américains après trente années de guerre froide. C'est la mission Apollo-Soyouz (dénommée officiellement Apollo-Soyouz Test Project, abrégée en ASTP) au cours de laquelle, de manière complètement symbolique, le vaisseau soviétique doit s'amarrer à un vaisseau américain Apollo pour une fraternisation des deux équipages dans l'espace. Accompagné de Valeri Koubassov, Leonov pilote le Soyouz auquel vient s'amarrer le vaisseau américain Apollo, grâce à un module de jonction mis au point en collaboration par les deux pays. Les deux « cosmonautes » et les trois « astronautes » passent plusieurs heures ensemble avant la séparation et le retour sur terre. La poignée de main de Leonov et de Thomas Stafford, le commandant d'Apollo, symbole de la détente au sortir d'une longue période de guerre froide entre les États-Unis et l'Union soviétique est entrée dans les livres d'histoire. Cette mission amorce la collaboration entre les deux premières puissances spatiales qui aboutira aux projets programme Shuttle-Mir (1994-1998) et à la construction de la Station spatiale internationale. Leonov conservera des liens d'amitié profond avec Stafford.
À la suite de cette mission, Leonov est nommé responsable du corps des cosmonautes en 1976 et responsable adjoint du centre d'entraînement des cosmonautes, poste qu'il occupe jusqu'en septembre 1991. Depuis 1982, il ne faisait plus partie du corps des cosmonautes actifs. Il prend sa retraite en mars 1992 contraint et forcé car il pensait être éligible pour le poste de responsable de la Cité des étoiles. Il est victime d'une nouvelle règle, mise en place après le putsch manqué des militaires contre Gorbatchev (août 1991) qui imposait la retraite à tout officier ayant plus de 55 ans,.
En 1991, immédiatement après la dissolution de l'Union soviétique, Leonov fait les gros titres en contestant la version officielle de la mort de Youri Gagarine dont il était très proche. Il affirme que sa mort aux commandes d'un avion de chasse n'avait pas été provoquée en évitant un ballon-sonde mais par le passage d'un chasseur Soukhoï à moins de 20 mètres de son avion et était donc due à une mauvaise gestion du trafic aérien par les autorités russes.

### Autres activités

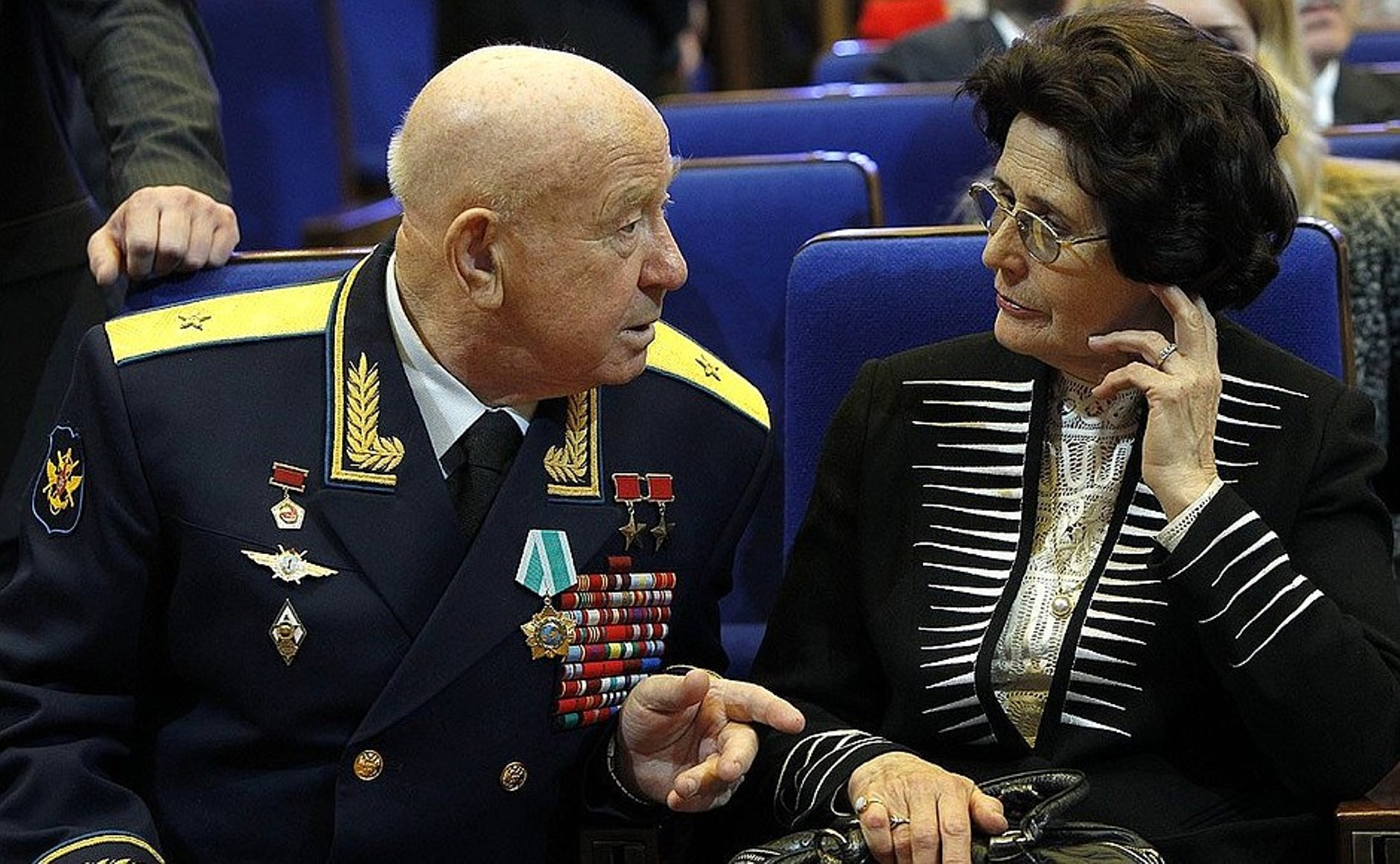
Leonov et Valentina Gagarina la veuve de Youri Gagarine durant un gala donné pour la Journée de la cosmonautique en 2011.

Leonov est un cosmonaute mais également un artiste peintre auteur de nombreuses œuvres souvent en rapport avec sa passion comme Près de la Lune. Leonov participe à de nombreux colloques et conférences où il fait partager sa passion pour l'espace. Il est le co-scénariste du film de science-fiction soviétique La boucle d'Orion sorti dans les salles en 1980. Il écrit avec l'astronaute américain David Scott un ouvrage qui est à la fois une biographie et une histoire de la course à l'espace entre les deux superpuissances, baptisé Two Sides of the Moon: Our Story of the Cold War Space Race. 
Après avoir pris sa retraite, Leonov travaille pour la banque russe Alfa Bank. En février 2019, il est membre du comité consultatif de la société d'investissement Baring Vostok dont cinq membres sont arrêtés.

### Mort
L'assistante de Leonov déclare que le cosmonaute a quitté le pays pour se faire soigner à l'étranger. Selon elle, le départ est planifié et n'a rien à voir avec le cas de Baring Vostok. Un membre de sa famille confirme que le cosmonaute s'est adressé à des médecins étrangers en raison d'une maladie rénale et est actuellement en dialyse. Sa famille annonce son décès le 11 octobre 2019 des suites d'une « longue maladie ».
Leonov décède des suites d'une longue maladie à l'âge de 85 ans. De nombreuses personnalités étaient présentes à ses obsèques, dont Boris Volynov (dernier survivant du premier groupe de cosmonautes de 1960), Valentina Terechkova, première femme dans l'espace, en 1963, et Thomas Stafford, son collègue américain qu'il avait retrouvé dans l'espace en 1975.  
Tous ceux qui le côtoyaient ont témoigné de sa gentillesse, de sa droiture et de son empathie.

## Honneurs et récompenses
- Deux fois décoré du titre de héros de l'Union soviétique, Leonov termine sa carrière avec le grade de général dans son corps d'origine, c'est-à-dire l'armée de l'air.
- L'astéroïde (9533) Aleksejleonov est baptisé en son honneur.
- Un cratère lunaire porte également son nom.
- L'aéroport international de Kemerovo situé dans sa région natale en Sibérie porte également son nom et une combinaison spatiale qu'il a portée dans l'espace y est exposée.
- Leonov est le personnage central du film russe The Spacewalker (Время Первых, Vremya Pervyh, « Le temps des pionniers ») qui reconstitue la mission au cours de laquelle il est sorti dans l'espace. Ce film, réalisé par Dmitri Kisseliov (ru), est sorti le 6 avril 2017.
- Dans le livre de Arthur C. Clarke, 2010 : Odyssée deux, d'où est tiré le film de Peter Hyams 2010 : L'Année du premier contact, le vaisseau spatial soviétique est nommé le Alexei-Leonov. Il devait s'appeler le Guerman-Titov mais « il y en a qui tombent en disgrâce », dixit l'ambassadeur soviétique dans le film, référence au caractère entier de Guerman Titov.
- La série For All Mankind — sortie en 2019 et qui se déroule dans une uchronie voyant l'URSS gagner la course à la Lune — fait de lui le premier homme à marcher sur la Lune[32].

## Filmographie
- 1981 : La Boucle d'Orion de Vassili Levine
- 2017 : The Spacewalker de Dmitri Kisseliov (ru)

#### Bases de données et dictionnaires
- Ressources relatives aux beaux-arts :   - Artists of the World Online
  - National Gallery of Art
  - Union List of Artist Names
- Ressources relatives à l'audiovisuel :   - Filmportal
  - IMDb
- Ressource relative à la musique :   - Discogs
- Notices dans des dictionnaires ou encyclopédies généralistes :   - Britannica
  - Brockhaus
  - Den Store Danske Encyklopædi
  - Deutsche Biographie
  - Enciclopedia De Agostini
  - Encyclopédie de l'Ukraine moderne
  - Gran Enciclopèdia Catalana
  - Hrvatska Enciklopedija
  - Internetowa encyklopedia PWN
  - Nationalencyklopedin
  - Munzinger
  - Store norske leksikon
  - Universalis
  - Visuotinė lietuvių enciklopedija
- Notices d'autorité :   - VIAF
  - ISNI
  - BnF (données)
  - IdRef
  - LCCN
  - GND
  - Japon
  - CiNii
  - Pays-Bas
  - Pologne
  - NUKAT
  - Croatie
  - Tchéquie
  - Lettonie
  - Luxembourg
  - WorldCat